# Motorische zenuw
Een motorische zenuw, efferente zenuw of bewegingszenuw zijn de zenuwen in het lichaam, die de motoriek van een organisme innerveren. Efferent betekent afvoerend. De sensorische of gevoelszenuwen daarentegen zijn de afferente zenuwen. 
Het zenuwstelsel is functioneel met de omgeving verbonden. Het lichaam reageert in eerste instantie op exteroceptieve prikkels. Deze stimuli uit het milieu worden door de zintuigcellen via de sensorische zenuwen naar het centrale zenuwstelsel geleid. Als antwoord gaat van het centrale zenuwstelsel via de motorische zenuwen, door motorische zenuwcellen een impuls naar de spieren, waardoor deze samentrekken. Voor controle en regeling van de reactie van de spier gaat er via sensorische zenuwen een terugkoppeling naar het centrale zenuwstelsel. De prikkels in deze terugkoppeling worden proprioceptieve prikkels genoemd.
De motoriek is in te delen in een op het milieu betrokken willekeurige, animale of oikotrope motoriek, door dwarsgestreept spierweefsel uitgevoerd, en een onwillekeurige, vegetatieve of idiotrope motoriek, door het autonome zenuwstelsel bestuurd en door glad spierweefsel uitgevoerd.